# PGWA
PGWA（Professional Girl Wrestling Association）は、アメリカ合衆国のノースカロライナ州を拠点としている女子プロレス団体。

## 歴史
1992年2月、スポーツライターのランディ・パウエルによって旗揚げ戦を開催。初代コミッショナーとして往年の名レスラーであったペニー・バナーを迎えた。
2004年、ナッシュビルで大型イベント「サマー・ヒート」を開催。さらにカリフォルニア州のオール・プロレスリングと合同で「チックファイト」を開催。
2008年、バナーが亡くなると2代目コミッショナーとして初代PGWA王者で引退状態になっていたスー・グリーンが就任。

## タイトル
- PGWA王座